# Meisterwerk (Buch)

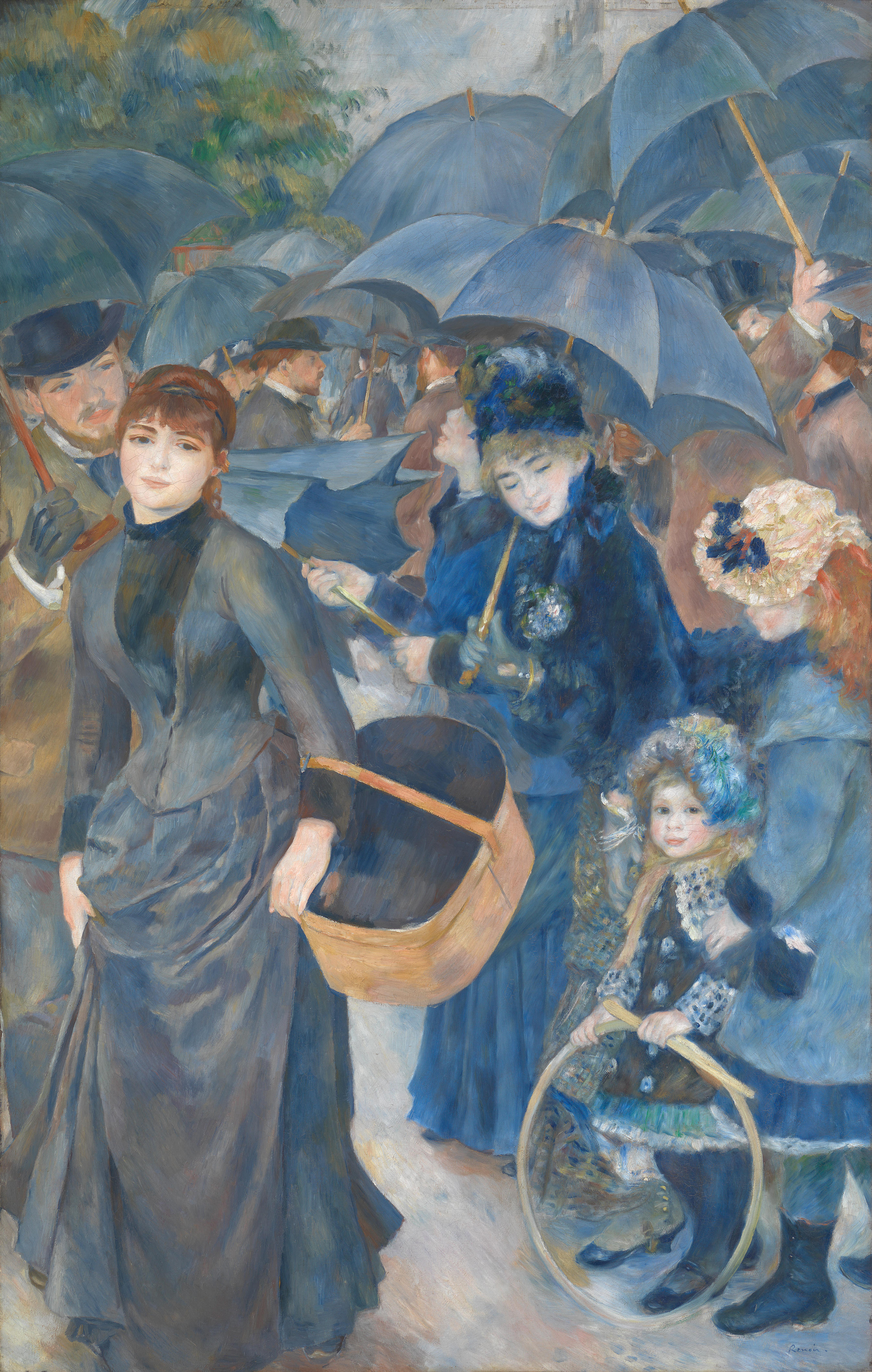
Regenschirme, Pierre-Auguste Renoir

Meisterwerk (Originaltitel: Framed) ist ein Jugendbuch des englischen Drehbuchautors und Schriftstellers Frank Cottrell Boyce, das dieser 2005 veröffentlichte. Das Buch wurde von Salah Naoura ins Deutsche übersetzt und erschien 2006 im Carlsen-Verlag. Darin wird auf humorvolle und poetische Weise gezeigt, wie Kunst die Welt verändern kann.

## Handlung
Manod ist ein kleines, unbedeutendes Dorf in Wales an der A 496. Wahrzeichen des Ortes ist der graue Berg, wo früher Schiefer abgebaut wurde. Das Leben im Dorf ist eintönig. Alles ist grau: der Berg, das Leben, das Wetter. Immer mehr Leute ziehen weg. In diesem Dorf betreibt die Familie Hughes die Snowdonia-KFZ-Oase, eine kleine Autowerkstatt. Im Moment läuft das Geschäft der Hughes nicht so gut.
Doch plötzlich wird es wieder spannend in Manod, als mehrere Transporter die Bergstraße hinauffahren und die Spitze des Berges in grelles Licht tauchen. Verschiedenste Gerüchte tauchen auf, jedoch nach einiger Zeit wird klar: Die National Gallery lagert hier im Bergwerk ihre Sammlung, um sie vor dem Hochwasser in London zu schützen. Da die Männer der National Gallery auf dem Berg von Manod die Gemälde bewachen, kam den Hughes eine neue Geschäftsidee um Geld zu verdienen. Sie backen verschiedene Kuchen und geben ihnen Namen von berühmten Künstlern, wie z. B. „Tizian-Torte“ oder „Turner-Schokotörtchen“, die sie dann an die Arbeiter auf dem Berg verkaufen. Dadurch geht es mit der KFZ-Oase wieder bergauf.  
Nach und nach bekommen Bewohner des Ortes Bilder zu sehen - und obwohl niemand auch nur die geringste Ahnung von Kunst hat (dafür umso mehr von den Teenage Mutant Ninja Turtles), verändern diese Bilder die Bewohner, den Ort und das Leben.

## Hauptcharaktere
Dylan Hughes - ist die Hauptfigur. 
In der KFZ-Oase übernimmt er die Rolle des Marktforschers. Außerdem ist er der Ich-Erzähler der Geschichte. 
Minnie Hughes - ist die jüngere Schwester von Dylan. Sie hat eine Vorliebe für Verbrechen. Minnie übernimmt die Rolle der Strategin in der KFZ-Oase. 
Marie Hughes - ist die ältere Schwester von Dylan. Wegen ihrer außergewöhnlichen Schönheit repräsentiert sie die KFZ-Oase.
Max Hughes - ist der jüngere Bruder von Dylan und noch ein Baby.
Mum Hughes - ist die Mutter von Dylan.
Sie ist die Managerin der KFZ-Oase. Für die Oase kauft sie gerne auf Flohmärkten ein.
Dad Hughes - ist Dylans Vater. 
Führt die KFZ-Oase als deren Kapitän an. Er besitzt die Gabe alles zu reparieren.
Tom - Freund von Dylan.
Nach einem Verbrechen wird er Mitarbeiter der KFZ-Oase. Er ist ein großer Ninja-Turtles-Fan.
Quentin Lester - er verwaltet die Gemälde der londener National Gallery in der Mine von Manod.

## Im Buch vorkommende Gemälde

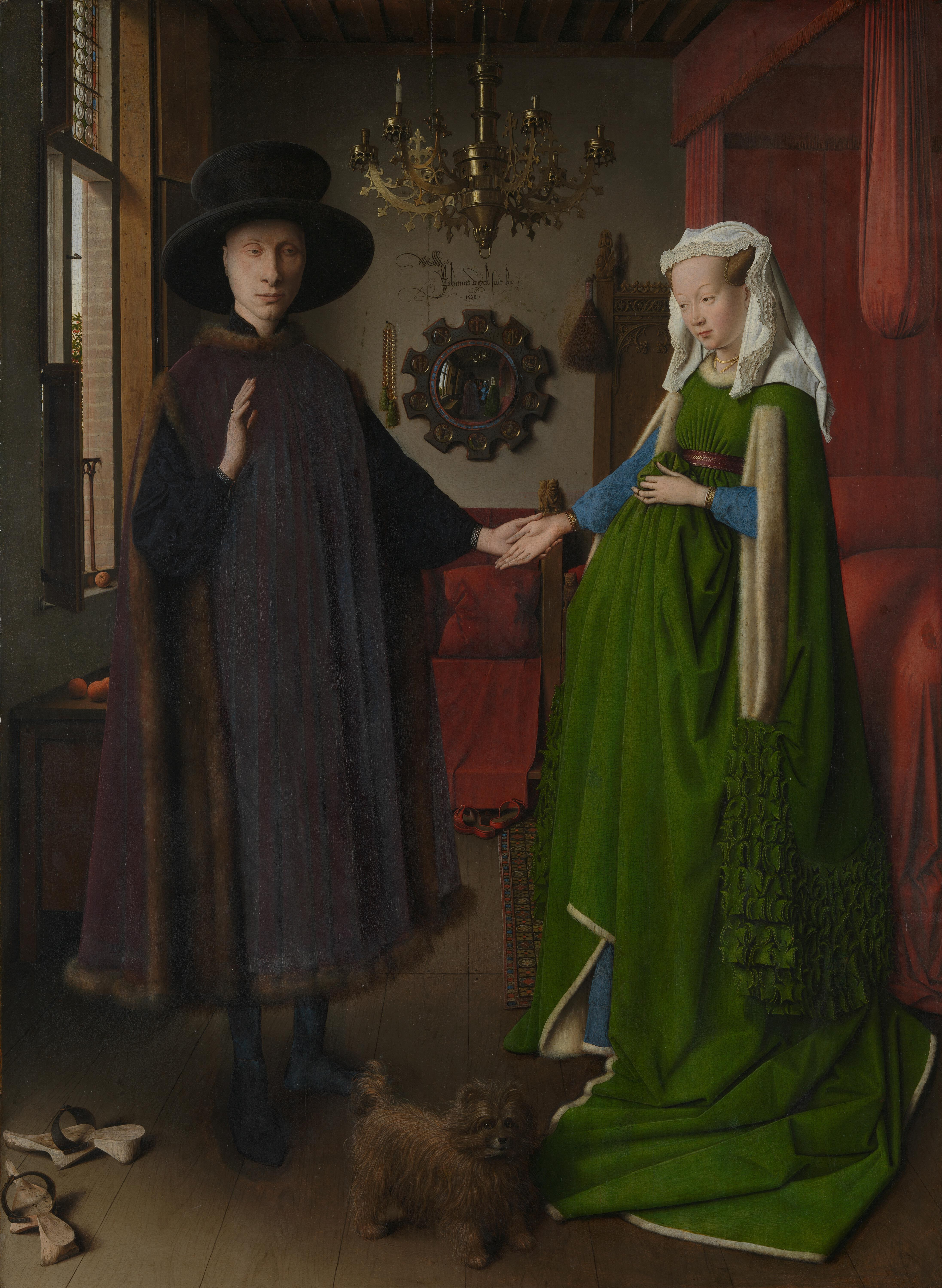
Die Arnolfini-Hochzeit, Jan van Eyck

- Manchester Madonna von Michelangelo Buonarroti, 1497
- "Stillleben mit Orangen und Walnüssen" von Luis Eugenio Meléndez, 1772
- "Eine groteske alte Frau" von Quentin Massys, 1525–30
- "Die Regenschirme" von Pierre-Auguste Renoir, 1881–86
- "Das Wilton Diptychon", 1395–99
- "Die Arnolfini-Hochzeit" von Jan van Eyck, 1434
- "Badende in La Grenouillère" von Claude Monet, 1869
- "Die Gesandten" von Hans Holbein der Jüngere, 1533
- "Sonnenblumen" von Vincent van Gogh, 1888
- "Eine griechische Gefangene" (Maria Pasqua Abruzzesi) von Henriette Browne, 1863

Die Gesandten

## Auszeichnungen
- Shortlist zum Guardian Award 2006
- Auswahlliste Deutscher Jugendliteraturpreis 2007